# 諏訪神社 (飯能市南川)
諏訪神社（すわじんじゃ）は、埼玉県飯能市の神社。

## 歴史
建暦年間（1211年 - 1213年）に創建された。神職は代々浅見家が務めている。浅見家は当地の名主でもある。明治初期の浅見家の当主は廃仏毀釈を断行し、当地に存在していた2寺を廃寺に追いやり、氏子の葬儀は以降神葬祭となった。ここまで廃仏毀釈が徹底された背景には、武蔵国入間郡毛呂本郷（現・埼玉県入間郡毛呂山町）出身の国学者権田直助の影響があるという。
1872年（明治5年）、近代社格制度に基づく「村社」に列せられ、1908年（明治41年）の神社合祀により「甲子神社」が合祀された。ただし、旧甲子神社の社殿は残され、祭祀も続行されている。
1827年（文政10年）に再建された社殿が長らく維持されていたが、老朽化のため1983年（昭和58年）に建て替えられた。

## 文化財
- 南川の獅子舞（飯能市指定無形民俗文化財 平成20年3月28日指定）[2]

## 交通アクセス
- 正丸駅より徒歩37分。